# Cantagallo (Salamanca)
Cantagallo ist ein Ort und eine westspanische Gemeinde (municipio) mit 279 Einwohnern (Stand: 2024) in der Provinz Salamanca in der Autonomen Region Kastilien-León.

## Lage
Cantagallo liegt etwa 90 Kilometer südsüdwestlich von Salamanca und etwa 200 Kilometer westlich von Madrid in einer Höhe von ca. 930 m. Ein Teil der Gemeinde liegt im Naturpark Espacio Natural de la Sierra de Candelaria. Durch die Gemeinde führt die Autovía A-66.
Das Klima im Winter ist kühl, im Sommer dagegen durchaus warm; die eher geringen Niederschlagsmengen (ca. 817 mm/Jahr) fallen – mit Ausnahme der nahezu regenlosen Sommermonate – verteilt übers ganze Jahr.

## Bevölkerungsentwicklung
| Jahr      | 1970 | 1981 | 1991 | 2001 | 2011 | 2021 |
| Einwohner | 375  | 319  | 287  | 289  | 279  | 267  |

Der deutliche Bevölkerungsrückgang seit den 1950er Jahren ist im Wesentlichen auf die Mechanisierung der Landwirtschaft sowie auf die Aufgabe von bäuerlichen Kleinbetrieben und den damit einhergehenden Verlust an Arbeitsplätzen zurückzuführen (Landflucht).

## Sehenswürdigkeiten
- Kirche Unserer Lieben Frau (Nuestra Señora del Rosario) aus dem 16. Jahrhundert
- Christuskapelle (Ermita del Cristo de las Batallas)

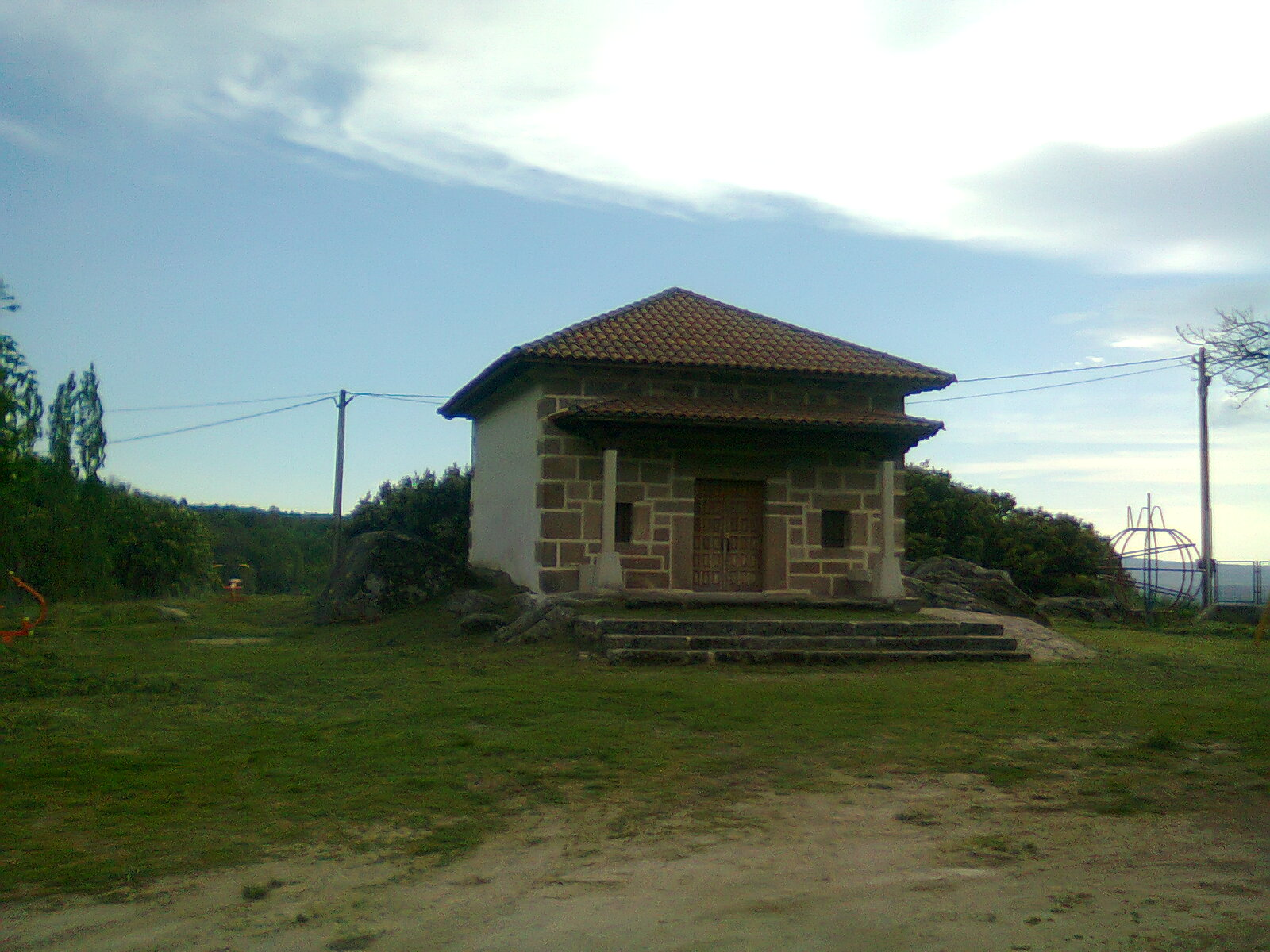
Christuskapelle